# Rolf Danneberg
Rolf Danneberg (* 1. März 1953 in Hamburg) ist ein ehemaliger deutscher Leichtathlet. Er wurde 1984 Olympiasieger im Diskuswurf. 

## Leben
Rolf Danneberg, der zunächst Speerwerfer war und sich ab 1976 ganz auf den Diskuswurf verlegte, startete für den Hamburger SV, dann ab 1977 für die LG Wedel-Pinneberg und wurde dort von Trainer Artur Heß betreut, ab 1990 trug Danneberg die Farben von Bayer 04 Leverkusen. 1993 kehrte er zur LG Wedel-Pinneberg zurück.
Von 1978 bis 1990 erreichte er jeweils einen Platz unter den besten drei bei den Deutschen Meisterschaften, 1980, 1988 und 1989 gewann er den Titel. Danneberg wurde zudem dreimal deutscher Hochschulmeister im Diskuswurf. 1984 wurde er als erster Deutscher Diskuswurf-Olympiasieger, was als große Überraschung eingestuft wurde.
Er ist 1,98 m groß und wog in seiner aktiven Zeit bis zu 125 kg. Seine Bestleistung liegt bei 67,60 m, aufgestellt 1987 in Berlin. Danneberg absolvierte ein Lehramtsstudium in den Fächern Sozialkunde und Sport, blieb aber zunächst ohne Lehrerstelle, zum Zeitpunkt seines Olympiasieges 1984 war er seit 15 Monaten arbeitslos. Das öffentlich gemacht zu haben, erachtete er später als Fehler und betonte, er hätte sich ganz auf den Sport konzentrieren sollen. Nach dem Olympiasieg ernannte ihn der Wedeler TSV zum Ehrenmitglied. Er wurde als Schleswig-Holsteins Sportler des Jahres 1984 ausgezeichnet. Zu Beginn des Jahres 1986 ließ er sich von der Hamburger Schulbehörde von seinem Referendariat zunächst befreien, um sich ganz dem Sport zu widmen. Von seinen Weggefährten wurde er als „eher schüchtern“, als „lockerer Typ“ und als Menschen mit klaren Ansichten eingeschätzt. Dass Danneberg trotz Olympiasieg in der Öffentlichkeit verhältnismäßig unbekannt blieb und seinen Erfolg nicht in Werbeverträge ummünzte, erklärte er im Mai 1988 mit den Worten: „Sicherlich bin ich kein Sonnyboy. Aber ich bin auch nicht einer von denen, die ihre Popularität mit Kompromissen erkaufen.“
Für seine sportlichen Erfolge wurde er mit dem Silbernen Lorbeerblatt ausgezeichnet. 1989 wurde Danneberg der Rudolf-Harbig-Gedächtnispreis verliehen. Als Trainer betreute Danneberg von 2005 bis Oktober 2010 den Diskuswerfer Markus Münch, der seine Bestweite in dieser Zeit auf 65,37 Meter steigerte und jeweils an einer Welt- und Europameisterschaft teilnahm.

### Ergebnisse bei großen Wettkämpfen
- 1982: Europameisterschaften in Athen: In der Qualifikation ausgeschieden
- 1984: Olympische Spiele in Los Angeles: 1. Platz (64,74 – ungültig – 63,64 – 66,60 m – ungültig – 66,22)
- 1986: Europameisterschaften in Stuttgart: 11. Platz
- 1987: Weltmeisterschaften in Rom: 4. Platz
- 1988: Olympische Spiele in Seoul: 3. Platz (65,58 – 63,60 – ungültig – 63,88 – 67,38 m – 65,42)
- 1990: Europameisterschaften in Split: 6. Platz